# سایمون بازول
سایمون بازول (انگلیسی: Simon Boswell؛ زادهٔ ۱۵ اکتبر ۱۹۵۶) موسیقی‌دان و آهنگساز اهل انگلستان است.

## بخشی از فیلم‌شناسی
- جیمی آزاد (۲۰۰۶)
- اکتان (۲۰۰۳) (به همراه گروه اوربیتال)
- رؤیای شب نیمه تابستان (۱۹۹۹)
- دخترعمو بت (۱۹۹۸)
- دسر (۱۹۹۸)
- هکرها (۱۹۹۵)
- قبر کم‌عمق (۱۹۹۴)
- بازی گریه (۱۹۹۲)
- خون مقدس (۱۹۸۹)
- ترس از صحنه (۱۹۸۷)
- دلیریوم (۱۹۸۷)
- تا دم مرگ (۱۹۸۷)
- پدیده (۱۹۸۵)